# Selket
| s | r · q · t | L7 |

| s | r · q · t | L7 |

Selket (nebo Serket, z původního Serket-Hetit – „Rozdýchávající hrdlo“ či „Ta, jež rozdýchává hrdlo“) je staroegyptská ochranná bohyně proti štířímu kousnutí. Rovněž je jednou ze čtyř bohyň opatrujících čtyři syny Horovy, patrony orgánů zemřelých. Ona ochraňuje Kebehsenufa, patrona střev.
V mýtu pocházejícího ze 30. dynastie o zrození Hora se objevuje sedm štírů, kteří chrání těhotnou Eset a potrestají ženu, která jí odmítne poskytnou přístřeší, a spolu s Nebthet pak ochraňují malého Hora.